# Eustala latebricola
Eustala latebricola là một loài nhện trong họ Araneidae.
Loài này thuộc chi Eustala. Eustala latebricola được Octavius Pickard-Cambridge miêu tả năm 1889.